# Seznam moštev Svetovnega prvenstva v nogometu 1962
Stran zajema nogometna moštva, ki so nastopila na Svetovnem prvenstvu v nogometu leta 1962.

## Skupina A

### ZSSR
Selektor: Gavril Kačalin
| Št. | Položaj | Igralec                 | Datum rojstva (starost) | Nastopi | Klub             |
| --- | ------- | ----------------------- | ----------------------- | ------- | ---------------- |
| 1   | GK      | Lev Yashin              |                         |         | Dynamo Moscow    |
| 2   | GK      | Vladimir Maslatchenko   |                         |         | Lokomotiv Moscow |
| 3   | GK      | Sergei Kotrikhadze      |                         |         | Dinamo Tbilisi   |
| 4   | DF      | Eduard Dubinski         |                         |         | CSKA Moscow      |
| 5   | DF      | Givi Chokeli            |                         |         | Dinamo Tbilisi   |
| 6   | DF      | Leonid Ostrovski        |                         |         | Torpedo Moscow   |
| 7   | DF      | Anatoli Maslenkin       |                         |         | Spartak Moscow   |
| 8   | MF      | Albert Shesterniev      |                         |         | CSKA Moscow      |
| 9   | MF      | Nikolai Manoshin        |                         |         | Torpedo Moscow   |
| 10  | MF      | Igor Netto              |                         |         | Spartak Moscow   |
| 11  | MF      | Joszef Sabo             |                         |         | Dynamo Kyiv      |
| 12  | DF      | Valeri Voronin          |                         |         | Torpedo Moscow   |
| 13  | FW      | Gennadi Gusarov         |                         |         | Torpedo Moscow   |
| 14  | FW      | Valentin Kozmich Ivanov |                         |         | Torpedo Moscow   |
| 15  | FW      | Viktor Kanevski         |                         |         | Dynamo Kyiv      |
| 16  | FW      | Aleksei Mamykin         |                         |         | CSKA Moscow      |
| 17  | FW      | Mikhail Meskhi          |                         |         | Dinamo Tbilisi   |
| 18  | MF      | Slava Metreveli         |                         |         | Torpedo Moscow   |
| 19  | FW      | Viktor Ponedelnik       |                         |         | SKA Rostov       |
| 20  | FW      | Viktor Serebrjanikov    |                         |         | Dynamo Kyiv      |
| 21  | MF      | Galimizian Khusainov    |                         |         | Spartak Moscow   |
| 22  | MF      | Igor Chislenko          |                         |         | Dynamo Moscow    |

### SFRJ
Selektor: Prvoslav Mihajlovič
| Št. | Položaj | Igralec             | Datum rojstva (starost) | Nastopi | Klub               |
| --- | ------- | ------------------- | ----------------------- | ------- | ------------------ |
| 1   | GK      | Milutin Šoškić      |                         |         | NK Partizan        |
| 2   | DF      | Vladimir Durković   |                         |         | Crvena Zvezda      |
| 3   | DF      | Fahrudin Jusufi     |                         |         | NK Partizan        |
| 4   | DF      | Petar Radaković     |                         |         | NK Rijeka          |
| 5   | DF      | Vladimir Markovic   |                         |         | Dinamo Zagreb      |
| 6   | MF      | Vladimir Popovic    |                         |         | Crvena Zvezda      |
| 7   | FW      | Andrija Ankovic     |                         |         | Hajduk Split       |
| 8   | FW      | Dragoslav Šekularac |                         |         | Crvena Zvezda      |
| 9   | FW      | Dražen Jerković     |                         |         | Dinamo Zagreb      |
| 10  | FW      | Milan Galić         |                         |         | NK Partizan        |
| 11  | FW      | Josip Skoblar       |                         |         | OFK Beograd        |
| 12  | GK      | Srboljub Krivokuca  |                         |         | OFK Beograd        |
| 13  | DF      | Slavko Svinjarevic  |                         |         | Vojvodina Novi Sad |
| 14  | DF      | Vasilije Sijakovic  |                         |         | OFK Beograd        |
| 15  | MF      | Željko Matus        |                         |         | Dinamo Zagreb      |
| 16  | MF      | Muhamed Mujić       |                         |         | Velez Mostar       |
| 17  | MF      | Vojislav Melić      |                         |         | Crvena Zvezda      |
| 18  | FW      | Vladimir Kovacevic  |                         |         | NK Partizan        |
| 19  | GK      | Mirko Stojanovic    |                         |         | Dinamo Zagreb      |
| 20  | DF      | Zarko Nikolic       |                         |         | Vojvodina Novi Sad |
| 21  | FW      | Nikola Stipic       |                         |         | NK Crvena Zvezda   |
| 22  | MF      | Aleksander Ivos     |                         |         | FK Sloboda Tuzla   |

### Urugvaj
Selektor: Juan Carlos Corazzo
| Št. | Položaj | Igralec                 | Datum rojstva (starost) | Nastopi | Klub                    |
| --- | ------- | ----------------------- | ----------------------- | ------- | ----------------------- |
| 1   | GK      | Roberto Eduardo Sosa    |                         |         | Club Nacional de Fútbol |
| 2   | DF      | Horacio Troche          |                         |         | Club Nacional de Fútbol |
| 3   | DF      | Emilio Walter Alvarez   |                         |         | Club Nacional de Fútbol |
| 4   | DF      | Omar Mario Mendez       |                         |         | Club Nacional de Fútbol |
| 5   | MF      | Nestor Goncalves        |                         |         | C.A. Peñarol            |
| 6   | MF      | Pedro Ramon Cubilla     |                         |         | Rampla Juniors          |
| 7   | FW      | Domingo Salvador Perez  |                         |         | Club Nacional de Fútbol |
| 8   | MF      | Julio Cesar Cortez      |                         |         | Sud América             |
| 9   | FW      | Jose Francisco Sasia    |                         |         | C.A. Peñarol            |
| 10  | MF      | Pedro Virgilio Rocha    |                         |         | C.A. Peñarol            |
| 11  | FW      | Luís Alberto Cubilla    |                         |         | C.A. Peñarol            |
| 12  | GK      | Luis Maria Maidana      |                         |         | C.A. Peñarol            |
| 14  | DF      | William Ruben Martinez  |                         |         | C.A. Peñarol            |
| 15  | DF      | Ruben Nestor Soria      |                         |         | C.A. Cerro              |
| 16  | MF      | Edgardo Nilson Gonzalez |                         |         | C.A. Peñarol            |
| 17  | DF      | Ruben Adan Gonzalez     |                         |         | Club Nacional de Fútbol |
| 18  | DF      | Eliseo Alvarez          |                         |         | Club Nacional de Fútbol |
| 19  | MF      | Ronald Arturo Langon    |                         |         | Defensor Sporting Club  |
| 20  | FW      | Mario Ludovico Bergara  |                         |         | Club Nacional de Fútbol |
| 21  | FW      | Hector Jesus Silva      |                         |         | Danubio F.C.            |
| 22  | FW      | Angel Ruben Cabrera     |                         |         | Cerro Porteño           |
| 23  | FW      | Guillermo Escalada      |                         |         | Club Nacional de Fútbol |

### Kolumbija
Selektor: Adolfo Pedernera
| Št. | Položaj | Igralec                | Datum rojstva (starost) | Nastopi | Klub                   |
| --- | ------- | ---------------------- | ----------------------- | ------- | ---------------------- |
| 1   | GK      | Efraim Sanchez         |                         |         | Atlético Nacional      |
| 2   | GK      | Achito Vivas           |                         |         | Deportivo Pereira      |
| 3   | DF      | Francisco Zuluaga      |                         |         | Independiente Santa Fe |
| 4   | DF      | Anibal Alzate          |                         |         | Deportes Tolima        |
| 5   | DF      | Jaime Ortiz Gonzalez   |                         |         | América de Cali        |
| 6   | DF      | Ignacio Calle          |                         |         | Atlético Nacional      |
| 7   | DF      | Carlos Aponte          |                         |         | Independiente Santa Fe |
| 8   | DF      | Hector Echeverri       |                         |         | Atlético Nacional      |
| 9   | MF      | Jaime Silva            |                         |         | Independiente Santa Fe |
| 10  | MF      | Rolando Serrano        |                         |         | América de Cali        |
| 11  | DF      | Oscar Lopez            |                         |         | Once Caldas            |
| 12  | GK      | Hernando Tovar         |                         |         | Independiente Santa Fe |
| 13  | FW      | German Aceros          |                         |         | Deportivo Cali         |
| 14  | FW      | Luis Paz               |                         |         | América de Cali        |
| 15  | MF      | Marcos Ignacio Coll    |                         |         | América de Cali        |
| 16  | FW      | Ignacio Perez          |                         |         | Once Caldas            |
| 17  | FW      | Marino Klinger         |                         |         | Millonarios            |
| 18  | FW      | Eusebio Escobar        |                         |         | Deportivo Pereira      |
| 19  | FW      | Delio Gamboa           |                         |         | Millonarios            |
| 20  | FW      | Antonio Rada           |                         |         | Deportivo Pereira      |
| 21  | FW      | Hector Garzon Gonzalez |                         |         | Independiente Santa Fe |
| 22  | FW      | Jairo Arias            |                         |         | Atlético Nacional      |

## Skupina B

### Zahodna Nemčija
Selektor: Josef Herberger
| Št. | Položaj | Igralec                 | Datum rojstva (starost) | Nastopi | Klub                     |
| --- | ------- | ----------------------- | ----------------------- | ------- | ------------------------ |
| 1   | GK      | Hans Tilkowski          |                         |         | Westfalia Herne          |
| 2   | DF      | Herbert Erhardt         |                         |         | Greuther Fürth           |
| 3   | DF      | Karl-Heinz Schnellinger |                         |         | 1. FC Köln               |
| 4   | DF      | Willi Schulz            |                         |         | Union Günningfeld        |
| 5   | DF      | Leo Wilden              |                         |         | 1. FC Köln               |
| 6   | MF      | Horst Szymaniak         |                         |         | Calcio Catania           |
| 7   | MF      | Willi Koslowski         |                         |         | FC Schalke 04            |
| 8   | FW      | Helmut Haller           |                         |         | BC Augsburg              |
| 9   | FW      | Uwe Seeler              |                         |         | Hamburger SV             |
| 10  | MF      | Albert Brülls           |                         |         | Borussia Mönchengladbach |
| 11  | FW      | Hans Schäfer            |                         |         | 1. FC Köln               |
| 12  | DF      | Hans Nowak              |                         |         | FC Schalke 04            |
| 13  | DF      | Jürgen Kurbjuhn         |                         |         | Hamburger SV             |
| 14  | DF      | Jürgen Werner           |                         |         | Hamburger SV             |
| 15  | MF      | Willy Giesemann         |                         |         | Bayern München           |
| 16  | MF      | Hans Sturm              |                         |         | 1. FC Köln               |
| 17  | FW      | Engelbert Kraus         |                         |         | Kickers Offenbach        |
| 18  | MF      | Gunther Hermann         |                         |         | Karlsruher SC            |
| 19  | FW      | Heinz Strehl            |                         |         | 1. FC Nürnberg           |
| 20  | FW      | Heinz Vollmar           |                         |         | 1. FC Saarbrücken        |
| 21  | GK      | Gunter Sawitzki         |                         |         | VfB Stuttgart            |
| 22  | GK      | Wolfgang Fahrian        |                         |         | TSG Ulm 1846             |

### Čile
Selektor: Fernando Riera
| Št. | Položaj | Igralec             | Datum rojstva (starost) | Nastopi | Klub                 |
| --- | ------- | ------------------- | ----------------------- | ------- | -------------------- |
| 1   | GK      | Misael Escuti       |                         |         | Colo-Colo            |
| 2   | DF      | Luis Eyzaguirre     |                         |         | Universidad de Chile |
| 3   | DF      | Raul Sanchez        |                         |         | Santiago Wanderers   |
| 4   | DF      | Sergio Navarro      |                         |         | Universidad de Chile |
| 5   | DF      | Carlos Contreras    |                         |         | Universidad de Chile |
| 6   | MF      | Eladio Rojas        |                         |         | Everton              |
| 7   | FW      | Jaime Ramirez Banda |                         |         | Universidad de Chile |
| 8   | MF      | Jorge Toro          |                         |         | Colo-Colo            |
| 9   | FW      | Honorino Landa      |                         |         | Unión Española       |
| 10  | FW      | Alberto Fouilloux   |                         |         | Universidad Católica |
| 11  | FW      | Leonel Sanchez      |                         |         | Universidad de Chile |
| 12  | GK      | Adam Godoy          |                         |         | Universidad de Chile |
| 13  | DF      | Sergio Valdes       |                         |         | Universidad Católica |
| 14  | DF      | Mario Lepe          |                         |         | Universidad de Chile |
| 15  | DF      | Manuel Rodríguez    |                         |         | Unión Española       |
| 16  | DF      | Humberto Cruz       |                         |         | Universidad de Chile |
| 17  | MF      | Mario Ortiz         |                         |         | Colo-Colo            |
| 18  | FW      | Mario Moreno        |                         |         | Colo-Colo            |
| 19  | FW      | Braulio Musso       |                         |         | Universidad de Chile |
| 20  | FW      | Carlos Campos       |                         |         | Universidad de Chile |
| 21  | FW      | Armando Tobar       |                         |         | Universidad Católica |
| 22  | GK      | Manuel Astorga      |                         |         | Universidad de Chile |

### Italija
Selektor: Paolo Mazza/Giovanni Ferrari
| Št. | Položaj | Igralec                  | Datum rojstva (starost) | Nastopi | Klub                       |
| --- | ------- | ------------------------ | ----------------------- | ------- | -------------------------- |
| 1   | GK      | Lorenzo Buffon           |                         |         | Internazionale Milano F.C. |
| 2   | DF      | Giacomo Losi             |                         |         | A.S. Roma                  |
| 3   | MF      | Luigi Radice             |                         |         | A.C. Milan                 |
| 4   | DF      | Sandro Salvadore         |                         |         | A.C. Milan                 |
| 5   | DF      | Cesare Maldini           |                         |         | A.C. Milan                 |
| 6   | MF      | Giovanni Trapattoni      |                         |         | A.C. Milan                 |
| 7   | FW      | Bruno Mora               |                         |         | Juventus F.C.              |
| 8   | FW      | Humberto Maschio         |                         |         | Atalanta B.C.              |
| 9   | FW      | José Altafini            |                         |         | A.C. Milan                 |
| 10  | FW      | Omar Sivori              |                         |         | Juventus F.C.              |
| 11  | FW      | Giampaolo Menichelli     |                         |         | A.S. Roma                  |
| 12  | GK      | Carlo Mattrel            |                         |         | U.S. Città di Palermo      |
| 13  | GK      | Enrico Albertosi         |                         |         | ACF Fiorentina             |
| 14  | FW      | Gianni Rivera            |                         |         | A.C. Milan                 |
| 15  | FW      | Angelo Benedetto Sormani |                         |         | A.C. Mantova               |
| 16  | DF      | Enzo Robotti             |                         |         | ACF Fiorentina             |
| 17  | FW      | Ezio Pascutti            |                         |         | Bologna F.C. 1909          |
| 18  | DF      | Mario David              |                         |         | A.C. Milan                 |
| 19  | DF      | Francesco Janich         |                         |         | Bologna F.C. 1909          |
| 20  | MF      | Paride Tumburus          |                         |         | Bologna F.C. 1909          |
| 21  | MF      | Giorgio Ferrini          |                         |         | Torino F.C.                |
| 22  | FW      | Giacomo Bulgarelli       |                         |         | Bologna F.C. 1909          |

### Švica
Selektor: Karl Rappan
| Št. | Položaj | Igralec           | Datum rojstva (starost) | Nastopi | Klub                    |
| --- | ------- | ----------------- | ----------------------- | ------- | ----------------------- |
| 1   | GK      | Karl Elsener      |                         |         | Grasshopper-Club Zürich |
| 2   | GK      | Antonio Permunian |                         |         | FC Luzern               |
| 3   | GK      | Kurt Stettler     |                         |         | FC Basel                |
| 4   | DF      | Wilhelm Kernen    |                         |         | FC La-Chaux-de-Fonds    |
| 5   | DF      | Fritz Morf        |                         |         | FC Grenchen             |
| 6   | DF      | Peter Rosch       |                         |         | Servette FC             |
| 7   | DF      | Heinz Schneiter   |                         |         | Young Boys Bern         |
| 8   | DF      | Ely Tacchella     |                         |         | Lausanne Sports         |
| 9   | DF      | Andre Grobety     |                         |         | Lausanne Sports         |
| 10  | DF      | Fritz Kehl        |                         |         | FC Zurich               |
| 11  | DF      | Eugen Meier       |                         |         | Young Boys Bern         |
| 12  | FW      | Marcel Vonlanthen |                         |         | Lausanne Sports         |
| 13  | MF      | Hans Weber        |                         |         | FC Basel                |
| 14  | MF      | Anton Allemann    |                         |         | A.C. Mantova            |
| 15  | FW      | Charles Antenen   |                         |         | FC La-Chaux-de-Fonds    |
| 16  | FW      | Richard Durr      |                         |         | Lausanne Sports         |
| 17  | FW      | Norbert Eschmann  |                         |         | Stade Francais Paris    |
| 18  | FW      | Philippe Pottier  |                         |         | Stade Francais Paris    |
| 19  | FW      | Gilbert Rey       |                         |         | Lausanne Sports         |
| 20  | MF      | Roger Vonlanthen  |                         |         | Lausanne Sports         |
| 21  | FW      | Rolf Wuthrich     |                         |         | Servette FC             |
| 22  | FW      | Roberto Frigerio  |                         |         | FC La-Chaux-de-Fonds    |

## Skupina C

### Brazilija
Selektor: Aymoré Moreira
| Št. | Položaj | Igralec                         | Datum rojstva (starost) | Nastopi | Klub         |
| --- | ------- | ------------------------------- | ----------------------- | ------- | ------------ |
| 1   | GK      | Gilmar                          |                         |         | Santos FC    |
| 2   | DF      | Djalma Santos                   |                         |         | Palmeiras    |
| 3   | DF      | Mauro Ramos                     |                         |         | Santos FC    |
| 4   | MF      | Zito                            |                         |         | Santos FC    |
| 5   | DF      | Zozimo Alves Calazans           |                         |         | Bangu AC     |
| 6   | DF      | Nilton Santos                   |                         |         | Botafogo     |
| 7   | FW      | Garrincha                       |                         |         | Botafogo     |
| 8   | MF      | Didi                            |                         |         | Botafogo     |
| 9   | FW      | Coutinho Antonio Wilson Honorio |                         |         | Santos FC    |
| 10  | FW      | Pelé                            |                         |         | Santos FC    |
| 11  | FW      | Pepe                            |                         |         | Santos FC    |
| 12  | DF      | Jair Marinho de Oliveira        |                         |         | Fluminense   |
| 13  | DF      | Bellini                         |                         |         | São Paulo FC |
| 14  | DF      | Jurandir de Freitas             |                         |         | São Paulo FC |
| 15  | DF      | Altair                          |                         |         | Fluminense   |
| 16  | MF      | Zequinha Jose Ferreira Franco   |                         |         | Palmeiras    |
| 17  | MF      | Mengalvio Pedro Figuero         |                         |         | Santos FC    |
| 18  | FW      | Jair da Costa                   |                         |         | Portuguesa   |
| 19  | FW      | Vavá                            |                         |         | Palmeiras    |
| 20  | FW      | Amarildo                        |                         |         | Botafogo     |
| 21  | FW      | Zagallo                         |                         |         | Botafogo     |
| 22  | GK      | Castilho                        |                         |         | Fluminense   |

### Češkoslovaška
Selektor: Rudolf Vytlačil
| Št. | Položaj | Igralec             | Datum rojstva (starost) | Nastopi | Klub                   |
| --- | ------- | ------------------- | ----------------------- | ------- | ---------------------- |
| 1   | GK      | Viliam Schrojf      |                         |         | ŠK Slovan Bratislava   |
| 2   | DF      | Jan Lála            |                         |         | Dynamo Praha           |
| 3   | DF      | Ján Popluhár        |                         |         | ŠK Slovan Bratislava   |
| 4   | DF      | Ladislav Novák      |                         |         | Dukla Praha            |
| 5   | DF      | Svatopluk Pluskal   |                         |         | Dukla Praha            |
| 6   | MF      | Josef Masopust      |                         |         | Dukla Praha            |
| 7   | MF      | Jozef Štibrányi     |                         |         | Spartak Trnava         |
| 8   | FW      | Adolf Scherer       |                         |         | CH Bratislava          |
| 9   | FW      | Pavol Molnár        |                         |         | ŠK Slovan Bratislava   |
| 10  | FW      | Jozef Adamec        |                         |         | Dukla Praha            |
| 11  | FW      | Josef Jelínek       |                         |         | Dukla Praha            |
| 12  | DF      | Jiří Tichý          |                         |         | CH Bratislava          |
| 13  | GK      | František Schmucker |                         |         | RH Brno                |
| 14  | FW      | Václav Mašek        |                         |         | Spartak Praha Sokolovo |
| 15  | FW      | Vladimír Koiš       |                         |         | CKD Praha              |
| 16  | DF      | Titus Buberník      |                         |         | CH Bratislava          |
| 17  | FW      | Tomáš Pospíchal     |                         |         | AC Sparta Praha        |
| 18  | FW      | Josef Kadraba       |                         |         | SONP Kladno            |
| 19  | FW      | Andrej Kvašňák      |                         |         | Spartak Praha Sokolovo |
| 20  | FW      | Jaroslav Borovička  |                         |         | Dukla Praha            |
| 21  | DF      | Jozef Bomba         |                         |         | Tatran Prešov          |
| 22  | GK      | Pavel Kouba         |                         |         | Dukla Praha            |

### Mehika
Selektor: Ignacio Trelles
| Št. | Položaj | Igralec             | Datum rojstva (starost) | Nastopi | Klub                  |
| --- | ------- | ------------------- | ----------------------- | ------- | --------------------- |
| 1   | GK      | Antonio Carbajal    |                         |         | Club León             |
| 2   | DF      | Jesus Del Muro      |                         |         | CF Atlas              |
| 3   | DF      | Guillermo Sepulveda |                         |         | Chivas de Guadalajara |
| 4   | DF      | Jose Villegas       |                         |         | Chivas de Guadalajara |
| 5   | DF      | Raul Cardenas       |                         |         | CD Zacatapec          |
| 6   | MF      | Pedro Najera        |                         |         | Club América          |
| 7   | FW      | Alfredo Del Aguila  |                         |         | Club Toluca           |
| 8   | MF      | Salvador Reyes      |                         |         | Chivas de Guadalajara |
| 9   | FW      | Hector Hernandez    |                         |         | Chivas de Guadalajara |
| 10  | FW      | Guillermo Ortiz     |                         |         | Necaxa                |
| 11  | FW      | Isidoro Diaz        |                         |         | Chivas de Guadalajara |
| 12  | GK      | Jaime Gomez         |                         |         | Chivas de Guadalajara |
| 13  | DF      | Arturo Chaires      |                         |         | Chivas de Guadalajara |
| 14  | MF      | Pedro Romero        |                         |         | Club Toluca           |
| 15  | DF      | Ignacio Jauregui    |                         |         | CF Atlas              |
| 16  | MF      | Salvador Farfan     |                         |         | Atlante               |
| 17  | FW      | Jose Ruvalcaba      |                         |         | Oro                   |
| 18  | FW      | Alfredo Hernandez   |                         |         | CF Monterrey          |
| 19  | FW      | Antonio Jasso       |                         |         | Club América          |
| 20  | MF      | Mario Velarde       |                         |         | Necaxa                |
| 21  | FW      | Alberto Baez        |                         |         | Necaxa                |
| 22  | GK      | Antonio Mota        |                         |         | Oro                   |

### Španija
Selektor: Helenio Herrera
| Št. | Položaj | Igralec                          | Datum rojstva (starost) | Nastopi | Klub                       |
| --- | ------- | -------------------------------- | ----------------------- | ------- | -------------------------- |
| 1   | GK      | Jose Araquistain Arrieta         |                         |         | Real Madrid                |
| 2   | GK      | Salvador Sadurni Urpi            |                         |         | FC Barcelona               |
| 3   | GK      | Carmelo Cedrun Ochandategui      |                         |         | Athletic Bilbao            |
| 4   | FW      | Enrique Collar Monterrubio       |                         |         | Atlético de Madrid         |
| 5   | MF      | Luis Del Sol Cascajares          |                         |         | Real Madrid                |
| 6   | FW      | Alfredo Di Stéfano               |                         |         | Real Madrid                |
| 7   | DF      | Luis Maria Echeberria Igartua    |                         |         | Athletic Bilbao            |
| 8   | MF      | Jesus Garay Vecino               |                         |         | FC Barcelona               |
| 9   | FW      | Francisco Gento Lopez            |                         |         | Real Madrid                |
| 10  | DF      | Sigfredo Gracia Royo             |                         |         | FC Barcelona               |
| 11  | DF      | Feliciano Munoz Rivilla          |                         |         | Atlético de Madrid         |
| 12  | FW      | Joaquin Peiro Lucas              |                         |         | Atlético de Madrid         |
| 13  | DF      | Enrique Pachin Perez Diaz        |                         |         | Real Madrid                |
| 14  | FW      | Ferenc Puskás                    |                         |         | Real Madrid                |
| 15  | FW      | Eulogio Ramiro Martinez          |                         |         | FC Barcelona               |
| 16  | DF      | Severino Reija                   |                         |         | Real Zaragoza              |
| 17  | DF      | Francisco Rodri Rodriguez Garcia |                         |         | FC Barcelona               |
| 18  | FW      | Adelardo Rodriguez Sanchez       |                         |         | Atlético de Madrid         |
| 19  | DF      | José Santamaria                  |                         |         | Real Madrid                |
| 20  | DF      | Joan Segarra Iracheta            |                         |         | FC Barcelona               |
| 21  | FW      | Luis Suárez                      |                         |         | Internazionale Milano F.C. |
| 22  | MF      | Martin Verges Massa              |                         |         | FC Barcelona               |

## Skupina D

### Madžarska
Selektor: Lajos Baróti
| Št. | Položaj | Igralec            | Datum rojstva (starost) | Nastopi | Klub               |
| --- | ------- | ------------------ | ----------------------- | ------- | ------------------ |
| 1   | GK      | Gyula Grosics      |                         |         | Tatabányai Bányász |
| 2   | DF      | Sándor Mátrai      |                         |         | Ferencvárosi TC    |
| 3   | DF      | Kálmán Mészöly     |                         |         | Vasas SC           |
| 4   | DF      | László Sárosi      |                         |         | Vasas SC           |
| 5   | DF      | Ernő Solymosi      |                         |         | Újpesti Dózsa      |
| 6   | MF      | Ferenc Sipos       |                         |         | MTK-Hungária       |
| 7   | FW      | Károly Sándor      |                         |         | MTK-Hungária       |
| 8   | FW      | János Göröcs       |                         |         | Újpesti Dozsa      |
| 9   | FW      | Flórián Albert     |                         |         | Ferencvárosi TC    |
| 10  | FW      | Lajos Tichy        |                         |         | Budapest Honvéd FC |
| 11  | FW      | Máté Fenyvesi      |                         |         | Ferencvárosi TC    |
| 12  | DF      | Kálmán Sóvári      |                         |         | Újpesti Dózsa      |
| 13  | DF      | Kálmán Ihász       |                         |         | Vasas SC           |
| 14  | MF      | István Nagy        |                         |         | MTK-Hungária       |
| 15  | MF      | János Mencel       |                         |         | Salgótarjáni BTC   |
| 16  | FW      | János Farkas       |                         |         | Vasas SC           |
| 17  | FW      | Gyula Rákosi       |                         |         | Ferencvárosi TC    |
| 18  | FW      | Tivadar Monostori  |                         |         | Dorogi Bányász     |
| 19  | FW      | Béla Kuhárszki     |                         |         | Újpesti DÓzsa      |
| 20  | FW      | László Bodor       |                         |         | MTK-Hungária       |
| 21  | GK      | Antal Szentmihályi |                         |         | Vasas SC           |
| 22  | GK      | István Ilku        |                         |         | Dorogi Bányász     |

### Anglija
Selektor: Walter Winterbottom
| Št. | Položaj | Igralec          | Datum rojstva (starost) | Nastopi | Klub                         |
| --- | ------- | ---------------- | ----------------------- | ------- | ---------------------------- |
| 1   | GK      | Ronald Springett |                         |         | Sheffield Wednesday F.C.     |
| 2   | DF      | Jimmy Armfield   |                         |         | Blackpool F.C.               |
| 3   | DF      | Ray Wilson       |                         |         | Huddersfield Town F.C.       |
| 4   | FW      | Bobby Robson     |                         |         | West Bromwich Albion F.C.    |
| 5   | MF      | Peter Swan       |                         |         | Sheffield Wednesday F.C.     |
| 6   | MF      | Ronald Flowers   |                         |         | Wolverhampton Wanderers F.C. |
| 7   | MF      | John Connelly    |                         |         | Burnley F.C.                 |
| 8   | FW      | Jimmy Greaves    |                         |         | Tottenham Hotspur F.C.       |
| 9   | FW      | Gerry Hitchens   |                         |         | Internazionale Milano F.C.   |
| 10  | FW      | Johnny Haynes    |                         |         | Fulham F.C.                  |
| 11  | FW      | Bobby Charlton   |                         |         | Manchester United F.C.       |
| 12  | GK      | Alan Hodgkinson  |                         |         | Sheffield United F.C.        |
| 13  | FW      | Derek Kevan*     |                         |         | West Bromwich Albion F.C.    |
| 14  | MF      | Stanley Anderson |                         |         | Sunderland F.C.              |
| 15  | DF      | Maurice Norman   |                         |         | Tottenham Hotspur F.C.       |
| 16  | DF      | Bobby Moore      |                         |         | West Ham United F.C.         |
| 17  | MF      | Bryan Douglas    |                         |         | Blackburn Rovers F.C.        |
| 18  | FW      | Roger Hunt       |                         |         | Liverpool F.C.               |
| 19  | FW      | Alan Peacock     |                         |         | Middlesbrough F.C.           |
| 20  | MF      | George Eastham   |                         |         | Arsenal F.C.                 |
| 21  | DF      | Donald Howe      |                         |         | West Bromwich Albion F.C.    |
| 22  | GK      | Gordon Banks*    |                         |         | Leicester City F.C.          |
| *   | MF      | Jimmy Adamson    |                         |         | Burnley F.C.                 |

### Argentina
Selektor: Juan Carlos Lorenzo
| Št. | Položaj | Igralec                   | Datum rojstva (starost) | Nastopi | Klub                                 |
| --- | ------- | ------------------------- | ----------------------- | ------- | ------------------------------------ |
| 1   | GK      | Antonio Roma              |                         |         | Boca Juniors                         |
| 2   | DF      | Jose Manuel Ramos Delgado |                         |         | Club Atlético River Plate            |
| 3   | DF      | Silvio Marzolini          |                         |         | Boca Juniors                         |
| 4   | DF      | Carlos Alberto Sainz      |                         |         | Club Atlético River Plate            |
| 5   | MF      | Federico Sacchi           |                         |         | Racing Club de Avellaneda            |
| 6   | DF      | Raul Alberto Paez         |                         |         | Club Atlético San Lorenzo de Almagro |
| 7   | FW      | Hector Osvaldo Facundo    |                         |         | Club Atlético San Lorenzo de Almagro |
| 8   | FW      | Martin Esteban Pando      |                         |         | Club Atlético River Plate            |
| 9   | FW      | Marcelo Ernesto Pagani    |                         |         | Club Atlético River Plate            |
| 10  | FW      | Jose Francisco Sanfilippo |                         |         | Club Atlético San Lorenzo de Almagro |
| 11  | FW      | Raul Oscar Belen          |                         |         | Racing Club de Avellaneda            |
| 12  | GK      | Rogelio Antonio Dominguez |                         |         | Club Atlético River Plate            |
| 13  | MF      | Oscar Pablo Rossi         |                         |         | Club Atlético San Lorenzo de Almagro |
| 14  | DF      | Alberto Jorge Mariotti    |                         |         | Club Atlético San Lorenzo de Almagro |
| 15  | DF      | Ruben Marino Navarro      |                         |         | Club Atlético Independiente          |
| 16  | MF      | Antonio Rattín            |                         |         | Boca Juniors                         |
| 17  | DF      | Jose Rafael Albrecht      |                         |         | Estudiantes de La Plata              |
| 18  | DF      | Vladislao Wenceslao Cap   |                         |         | Club Atlético River Plate            |
| 19  | FW      | Ruben Hector Sosa         |                         |         | Racing Club de Avellaneda            |
| 20  | FW      | Juan Carlos Oleniak       |                         |         | Estudiantes de La Plata              |
| 21  | MF      | Ramon Gregorio Abeledo    |                         |         | Club Atlético Independiente          |
| 22  | FW      | Alberto Mario Gonzalez    |                         |         | Boca Juniors                         |

### Bolgarija
Selektor: Georgi Pachedzhiev
| Št. | Položaj | Igralec            | Datum rojstva (starost) | Nastopi | Klub                     |
| --- | ------- | ------------------ | ----------------------- | ------- | ------------------------ |
| 1   | GK      | Georgi Naidenov    |                         |         | CDNA Sofia               |
| 2   | DF      | Kiril Rakarov      |                         |         | CDNA Sofia               |
| 3   | DF      | Ivan Dimitrov      |                         |         | Lokomotiv Sofia          |
| 4   | DF      | Stoyan Kitov       |                         |         | Spartak Sofia            |
| 5   | DF      | Dimitar Kostov     |                         |         | Levski Sofia             |
| 6   | MF      | Nikola Kovachev    |                         |         | CDNA Sofia               |
| 7   | MF      | Todor Diev         |                         |         | Spartak Plovdiv          |
| 8   | DF      | Dimitar Dimov      |                         |         | Spartak Plovdiv          |
| 9   | FW      | Hristo Iliev       |                         |         | Levski Sofia             |
| 10  | FW      | Ivan Kolev         |                         |         | CDNA Sofia               |
| 11  | FW      | Dimitar Yakimov    |                         |         | CDNA Sofia               |
| 12  | DF      | Dobromir Zhechev   |                         |         | Spartak Sofia            |
| 13  | FW      | Petar Velichkov    |                         |         | Lokomotiv Sofia          |
| 14  | FW      | Georgi Sokolov     |                         |         | Levski Sofia             |
| 15  | FW      | Georgi Asparuhov   |                         |         | Botev Plovdiv            |
| 16  | MF      | Aleksandar Kostov  |                         |         | Levski Sofia             |
| 17  | MF      | Panteley Dimitrov  |                         |         | CDNA Sofia               |
| 18  | GK      | Ivan Ivanov        |                         |         | Cherno More Varna        |
| 19  | FW      | Dinko Dermendzhiev |                         |         | Botev Plovdiv            |
| 20  | GK      | Nikola Parshanov   |                         |         | Spartak Pleven           |
| 21  | FW      | Panayot Panayotov  |                         |         | NK Crvena Zvezda Beograd |
| 22  |         | Georgi Nikolov     |                         |         | CDNA Sofia               |

- Opomba*: Seznami moštva zajemajo tudi rezerve, zamenjave in predhodno izbrane igralci, ki so lahko sodelovali v kvalifikacijah, lahko pa potem niso nastopili v finalu.